# Communauté de communes Beaucaire-Terre d’Argence
Die Communauté de communes Beaucaire-Terre d’Argence (offizielle Schreibweise: Communauté de communes Beaucaire Terre d’Argence) ist ein französischer Gemeindeverband mit der Rechtsform einer Communauté de communes im Département Gard in der Region Okzitanien. Sie wurde am 20. November 2001 gegründet und umfasst fünf Gemeinden. Der Verwaltungssitz befindet sich im Ort Beaucaire.

## Mitgliedsgemeinden
| Gemeinde                                         | Einwohner 1. Januar 2022 | Fläche km² | Dichte Einw./km² | Code INSEE | Postleitzahl |
| ------------------------------------------------ | ------------------------ | ---------- | ---------------- | ---------- | ------------ |
| Beaucaire                                        | 15.695                   | 86,52      | 181              | 30032      | 30300        |
| Bellegarde                                       | 7.929                    | 44,96      | 176              | 30034      | 30127        |
| Fourques                                         | 2.701                    | 38,24      | 71               | 30117      | 30300        |
| Jonquières-Saint-Vincent                         | 3.886                    | 21,32      | 182              | 30135      | 30300        |
| Vallabrègues                                     | 1.376                    | 14,33      | 96               | 30336      | 30300        |
| Communauté de communes Beaucaire Terre d’Argence | 31.587                   | 205,37     | 154              | –          | –            |